# Кут (заказник, Полтавська область)
Кут — ботанічний заказник місцевого значення в Україні. Об'єкт природно-заповідного фонду Полтавської області. 
Розташований у межах Решетилівської міської громади Полтавського району (126 га) та Глобинської міської громади Кременчуцького району (37,2 га) між річками Псел і Хорол. 
Площа - 163,2 га. Створений рішенням Полтавської обласної ради від 27.10.1994. Перебуває у користуванні Остап'ївської сільської ради та Федорівської сільської ради.
Охороняються ділянка заплавних ландшафтів долини р. Псел із широколистяними та прирусловими вологими лісами, лучними галявинами та лучно-болотними комплексами. Відзначається великим видовим різноманіттям. Місце зростання 4 видів рідкісних рослин, занесених до Червоної книги України з різноманітною флорою та мешкання 24 видів рідкісних тварин. 